# أكسيد الفوسفين

الصيغة العامة لأكسيد الفوسفين

أكاسيد الفوسفين (أكاسيد الفوسفان وفق التسمية النظامية) هي مركبات فوسفور عضوية لها الصيغة العامة OPR3، بحيث يمكن أن تتشكل ثلاث روابط كيميائية بين الفوسفور والكربون P-C، مع وجود رابطة مضاعفة بين الأكسجين والفوسفور. بالتالي فإن الفوسفور يكون بحالة أكسدة مقدارها +5.
أبسط هذه المركبات هو أكسيد الفوسفين H3PO، لكنه غير مستقر كيميائياً، ولا يمكن عزله؛ إنما جرى الكشف عنه في وسط التفاعل بين الفوسفين والأكسجين بواسطة مطيافية الكتلة، وكذلك بواسطة مطيافية الأشعة تحت الحمراء باستخدام تحويل فورييه (FT-IR) للتفاعل بين الفوسفين والأوزون.
من الأمثلة على هذه المركبات: أكسيد ثلاثي فينيل الفوسفين.

## التحضير
يمكن الحصول على هذه المركبات كمنتجات ثانوية من تفاعل فيتيغ:
R3PCR'2 + R"2CO → R3PO + R'2C=CR"2
أو من التفكك الحراري لمركبات هيدروكسيد الفوسفونيوم
PPh4]Cl + NaOH → Ph3PO + NaCl + PhH]
يمكن التحضير مخبرياً من أكسدة مشتقات الفوسفانات العضوية، خاصة ثلاثيات الألكيل:
R3P + 1/2 O2 → R3PO
كما يمكن التحضير من حلمهة ثنائيات هاليدات الفوسفور الخماسي العضوية:
R3PCl2 + H2O → R3PO + 2 HCl

## الخواص
تعد هذه المركبات مستقرة حرارياً، إذ أنها تتفكك فقط عندما تكون درجات الحرارة أعلى من 450 °س.
لهذه المركبات بنية رباعية السطوح، والتي تتميز بأن الرابطة P-O أقصر من نظيراتها، وبأنها قطبية؛ ويمكن تفسير ذلك وفق نظرية المدارات الجزيئية بسبب وجود زوج غير رابط من الإلكترونات على ذرة الفوسفور.

## الاستخدامات
تستخدم هذه المركبات بشكل واسع في كيمياء المعقدات التناسقية.